# Rokitno (gromada w powiecie bialskim)
Rokitno – dawna gromada, czyli najmniejsza jednostka podziału terytorialnego Polskiej Rzeczypospolitej Ludowej w latach 1954–1972.
Gromady, z gromadzkimi radami narodowymi (GRN) jako organami władzy najniższego stopnia na wsi, funkcjonowały od reformy reorganizującej administrację wiejską przeprowadzonej jesienią 1954 do momentu ich zniesienia z dniem 1 stycznia 1973, tym samym wypierając organizację gminną w latach 1954–1972.
Gromadę Rokitno z siedzibą GRN w Rokitnie utworzono – jako jedną z 8759 gromad na obszarze Polski – w powiecie bialskim w woj. lubelskim na mocy uchwały nr 5 WRN w Lublinie z dnia 5 października 1954. W skład jednostki weszły obszary dotychczasowych gromad Rokitno wieś, Rokitno kol., Lipnica, Michałki wieś, Michałki kol., Hołodnica wieś i Hołodnica kol. oraz miejscowości Awuls Gajówka, Cieleśnica kol. i Cieleśnica wieś z dotychczasowej gromady Cieleśnica ze zniesionej gminy Rokitno w tymże powiecie. Dla gromady ustalono 22 członków gromadzkiej rady narodowej.
1 stycznia 1960 do gromady Rokitno włączono wieś Klonownica Duża i gajówkę Serwin ze zniesionej gromady Klonownica oraz wieś i kolonię Olszyn, wieś i kolonię Pokinianka, kolonię Olszyniec oraz PGR Cieleśnica majątek ze zniesionej gromady Olszyn w tymże powiecie.
Gromada przetrwała do końca 1972 roku, czyli do kolejnej reformy gminnej. 1 stycznia 1973 w powiecie bialskim reaktywowano gminę Rokitno.